# Lettisches Nationalmuseum für Naturkunde
Das Nationale Naturkundemuseum von Lettland (lettisch Latvijas Nacionālais dabas muzejs; deutsch Lettisches Nationalmuseum für Naturkunde) hat seine Ursprünge im Naturforscherverein zu Riga, der am 27. März 1845 gegründet wurde. Es gehört zu den ältesten multidisziplinären Museen in den baltischen Ländern. Zu den Männern der ersten Stunde gehörten Heinrich Gottfried Treitschke einer der Gründer des Naturforschervereins zu Riga, der deutsch-baltische Geologe Johann Gottfried Georgi und der Botaniker Johann Eduard von Brevern.

## Geschichte
Das Museum wurde 1845 gegründet, Teile der Sammlungen sind allerdings viel älter, so stammen die Teile der Himsel-Sammlung des Gelehrten Nicolai von Himsel aus der Mitte des 18. Jahrhunderts.
Das Gebäude, in dem sich das Museum heute befindet, ist ein 4-stöckiges Gebäude, das 1875 nach den Plänen des deutschbaltischen Architekten Heinrich Carl Scheel im Stil der Neorenaissance errichtet wurde. Das zunächst dreigeschossige Wohn- und Geschäftshaus wurde später auf vier Etagen aufgestockt. Es diente unter anderem der Rigaer Spar- und Darlehenskasse als Geschäftssitz. Nach der sowjetischen Besetzung Lettlands 1940 wurde das Gebäude verstaatlicht. In den folgenden Jahrzehnten wurde die Räumlichkeiten von der Staatlichen Universität Lettlands genutzt. Von 1949 an waren bis 2009 die Fakultäten für Philosophie und Geschichte in dem Gebäude untergebracht, seit 2014 haben die Dauerausstellungen und Sonderschauen des Museums ihren Platz in diesem historischen Gebäude.

## Sammlungen
Die Sammlungen des Museums verteilen sich auf die Bereiche Botanik und Mykologie, Geologie, Paläontologie, Entomologie und Zoologie.

## Dauerausstellungen

### Dynamische Geologie und Gesteine
Diese Ausstellung wurde 2008 eingerichtet und hat ihren Schwerpunkt in den inneren Abläufen der Erde: Tektonische und vulkanische Prozesse und Erdbeben durch die Kontinente, Bergketten, Riftsysteme, oder mittelozeanische Rücken entstehen.

### Evolution der Erde und Biosphäre
Diese Ausstellung ist der Paläontologie gewidmet. Anhand von paläontologischen Funde werden die Entwicklung von Pflanzen und Tieren in den unterschiedlichen Erdzeitaltern erklärt, zu den Exponaten gehören auch Funde aus der Tongrube von Lode wie ein Exemplar des Panzerfisches Asterolepis ornata und ein Panderichthys, einer Quastenflosserart die bisher nur in Lettland gefunden wurde.

### Mineralogie
Unter den mehr als 400 Mineralien-Exponaten des Museums befinden sich auch Teile der Sammlung Nikolaus von Himsels wie Bergkristall, Malachit, Kyanit und Epidot. Zu sehen sind auch Amethyst- und Citrin-Geoden. Besucher wird die Entstehung und Einordnung der Mineralien verdeutlicht, die Einteilung der Mineralien im Museum erfolgt nach dem Klassifizierungsschema von Karl Hugo Strunz. In einem Mitmach-Bereich können die Besucher einzelne Eigenschaften von Mineralien selber bestimmen.

### Geologie Lettlands
Die Ausstellung über die Geologie Lettlands ist in zwei thematische Abschnitte unterteilt: Der erste Teil befasst sich mit der geologische Struktur Lettlands, den unterschiedlichen geologischen Schichten des Landes und der Gestaltung der Landes-Topographie durch Eiszeit und Schmelzwasser. Der zweite Teil befasst sich mit den kommerziell wertvollen Mineralvorkommen des Landes wie Dolomit, Ton, Kalkstein, Sand und Kies.

### Vögel Lettlands
In dieser Ausstellung werden 292 der etwa 360 in Lettland vorkommenden Vogelarten gezeigt, auch solche die nur selten gesichtet werden wie etwa der Rosapelikan, der Gänsegeier, der Mönchsgeier, der Nachtreiher und die Zwergtrappe. Nicht fehlen darf die Bachstelze, sie ist der Nationalvogel Lettlands.

### Säugetiere Lettlands
Die seit 1977 bestehende Ausstellung konnte durch Mittel des europäischen Kohäsionsfonds 2022 umfassend erneuter werden die 83 präparierten Tiere verteilen sich auf 49 Arten, inzwischen gehört der 2013 erstmals in Lettland gesichtete Goldschakal zu den Exponaten die vom Elch bis zur Zwergspitzmaus reichen.

### Artenschutzübereinkommen (CITES)
Diese recht junge Ausstellung wurde erst 2021 eröffnet und soll das Bewusstsein für das Washingtoner Artenschutzabkommen (Convention on International Trade in Endangered Species of Wild Fauna and Flora – CITES) stärken, die Exponate, wie illegale Jagdtrophäen, Medizin- und Kosmetikprodukte oder Korallen und Muscheln stammen vor allem aus Beschlagnahmungen von illegalen Einfuhren des lettischen Zolls.

### Pflanzen und Pilze Lettlands
Diese Ausstellung wurde in Kooperation mit dem staatlichen, lettischen Forstunternehmen zusammengestellt und konnte 2017 eröffnet werden, Die Besucher könne sich mit den Pflanzen und Pilzen des Landes vertraut machen, zahlreiche Exponate machen Wiesen, Moore und Wälder, die landestypischen Lebensräume, erlebbar.
Weitere Dauerausstellungen beschränken sich nicht auf die Natur außerhalb Lettlands, so können Besucher vieles über Land- und Meerestiere oder Insekten die in anderen Teilen der Welt zu Hause sind, erfahren. Es werden auch Zusammenhänge zwischen Mensch und Umwelt verdeutlicht und erklärt.

### Sonderausstellungen
Zu den Sonderschauen des Museums gehört eine alljährliche Pilzausstellung im Herbst die seit über 60 Jahren veranstaltet wird und inzwischen zu den Publikumsmagneten des Museums zählt.